# Buwei Yang Chao
Buwei Yang Chao (nombre de soltera Buwei Yang; chino: 楊步偉) (1889-1981) fue una médica estadounidense de origen chino, escritora de libros de cocina asiática, y mujer del eminente lingüista Yuen Ren Chao. Buwei Yang Chao es la persona que ha creado el término "stir-fry" en inglés. Buwei Yang Chao escribió dos libros notables: How to Cook and Eat in Chinese (libro de cocina en el que describe por primera vez algunos procesos y platos de la cocina china) y An Autobiography of a Chinese Woman.

## Biografía
Nació en la ciudad de Nankín en la familia Yang. Ya en su tierna juventud, fue enviada a Japón para asistir a clases en la Universidad para mujeres de Tokio. Tras su graduación como doctora, regresó a China, donde conoció a quien sería su marido. Se casó el 1 de junio de 1921 con Yuen Ren Chao y tuvo cuatro hijas; la mayor de ellas, Rulan Chao (趙如蘭), la ayudó a escribir los libros de cocina.